# Signe Bergner
Signe Bergner, född Theorin den 12 januari 1881 i Sveg i Härjedalen, död 15 oktober 1945 i Falun i Dalarna, var en svensk entreprenör. Hon drev bland annat den ideella organisationen Hemmet för ensamställda mödrar och butiken Kinesiska Magasinet.
Hon tillbringade flera år i Kina och var gift tre gånger – med geologen och arkeologen Johan Gunnar Andersson (1874–1960), den danske ingenjören Carl Wilhelm Gimbel (1881–1946) och skolmannen Harald Alm (1897–1976). Tillsammans med Alm grundade hon 1927 Siljanskolan i Tällberg i Dalarna.
Hon var verksam inom kvinnorörelsen och var engagerad i kampen för kvinnlig rösträtt. Hon ingick i den trio (Signe, Anna Lindhagen och Inez Laurell) som fick i uppdrag att utarbeta en petition angående försumliga försörjare och utomäktenskapligt födda barns och deras mödrars rättsliga ställning (1910). Hon var vän med journalisten och författaren Hilda G. Sachs (1857–1935), som liksom Signe var styrelsemedlem i Kvinnornas diskussionsklubb.

## Biografi

### Uppväxt
Signe Bergner blev som barn fosterdotter hos prästparet Olof Bergner (1841–1894) och Ebba Bratt (1845–1920) och växte först upp i Lillhärdal i Härjedalen. Hennes biologiska föräldrar var Gustaf Robert Alphons Theorin (1841–1881) och Polly Josephine Tahlbitzer, född Culmsée (1850–1900).

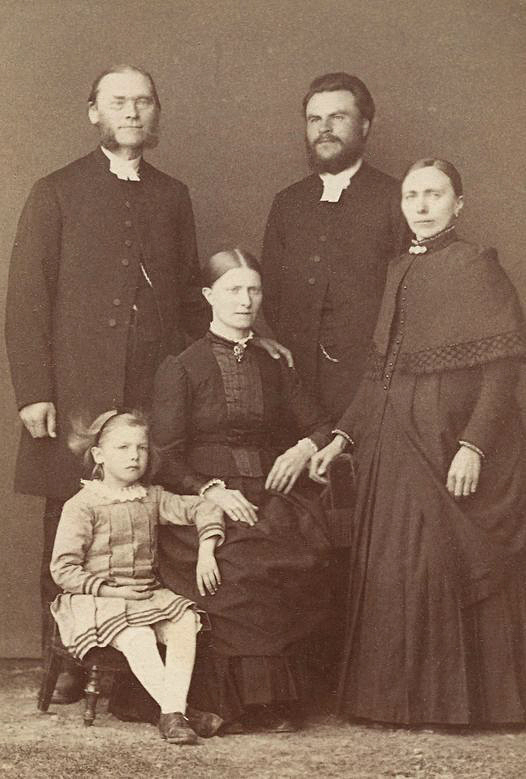
Familjen Bergner, porträtt från 1888. Sittande dottern Signe och fru Ebba Bergner. Stående fr. v. kyrkoherde Olof Bergner, prosten Björkqvist med fru. Foto: Gustaf Renner (1842–1928) som 1887 bosatte sig i Lillhärdal.

I mars 1881 uppsöktes paret Bergner av Signes mor, Polly, som bad dem ta hand om Signe då Polly ansåg att hon var för liten att klara den strapatsrika resan till Trondheim som hon skulle ge sig ut på efter det att Signes far hade dött strax efter hennes födelse.
1889 flyttade familjen till Arnäs strax utanför Örnsköldsvik, där Olof fått en tjänst som kyrkoherde, i hopp om att en flytt till kusten skulle förbättra hans hälsa. Han blev dock inte bättre, utan dog 1894. Signe skrevs, efter en tid, som adoptivdotter i kyrkböckerna, men adoptivlagen kom först 1917, så hon var arvlös när Olof dog. När fostermodern dog 1920 hade Signe fortfarande inte arvsrätt då hon ansågs vara fosterdotter. Då Ebba testamenterat kvarlåtenskapen till Signe, fick Ebbas syskon och syskonbarn avsäga sig sin arvsrätt för att Signe skulle få ärva.
Signes bror Waldemar (1879–1959) adopterades av assuransdirektören Pehr Isac Gårdlund (1847–1925), modern Pollys andra make, och växte upp i Stockholm. Signe och Waldemar träffades dock inte förrän hösten 1900 då Waldemar, efter sin mors önskan på sin dödsbädd, sökte upp Signe för att berätta att hennes mor var död.

### Uppsala och Stockholm
1898 flyttade Signe till Uppsala och genomgick 1898–1899 Fackskolan för huslig ekonomi. Hösten 1900 utbildade hon sig i vävnad och gick i början av 1901 en slöjdlärarinnekurs enligt folkskolans metod med Hulda Lundin (1847–1921) som lärare. Hon följde upp kursen med Handarbetets vänners handarbetskurs för lärarinnor i maj samma år. Samtidigt gick hon en kurs i pappslöjd på Stockholms folkskola.

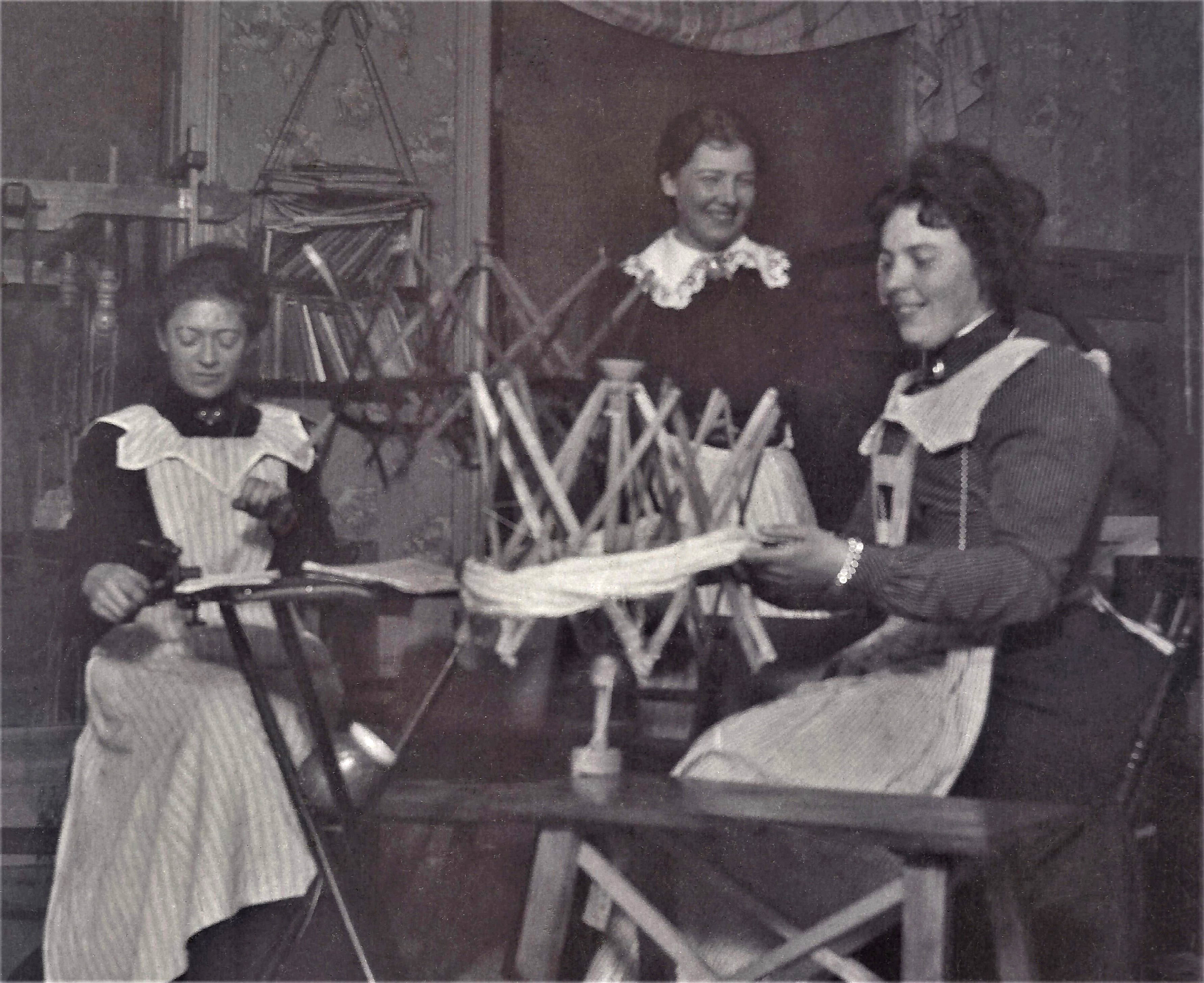
Signe Bergner (i mitten) instruerar sina elever på Wasastadens Wäf- och Handarbetsskola, 1902.

I oktober 1901 flyttade hon till Stockholm. 1901–1902 drev hon Wasastadens Wäf- och Handarbetsskola på Vegagatan 17. 1902 flyttade hon och brodern Waldemar in i en lägenhet på Drottninggatan. I oktober 1902 började hon utbilda sig till sjukgymnast vid Arvedsons gymnastikinstitut i Stockholm, grundat 1887 av läkaren Johan Arvedson (1862–1937). Det var en tvåårig utbildning och för att kunna studera ett tredje år läste hon 1902–1903 in diverse ämnen och tog en gymnastikdirektörsexamen den 23 maj 1905. Signe flyttade igen 1903 och var fram till 1905 inneboende på tre olika adresser i Stockholm.
Den 2 juni 1905 gifte hon sig i Uppsala med geologen, sedermera arkeologen och grundaren av Östasiatiska museet i Stockholm, Johan Gunnar Andersson (1874–1960), känd som Kina-Gunnar och Kina-Andersson. Äktenskapet blev stormigt. Hon bodde kvar i Stockholm fram till den 19 december samma år, då hon flyttade till Andersson i Uppsala. Den 24 januari 1906 flyttade paret till Jungfrugatan 37 i Stockholm och de bodde sedan på ytterligare tre adresser i Stockholm fram till 1916.

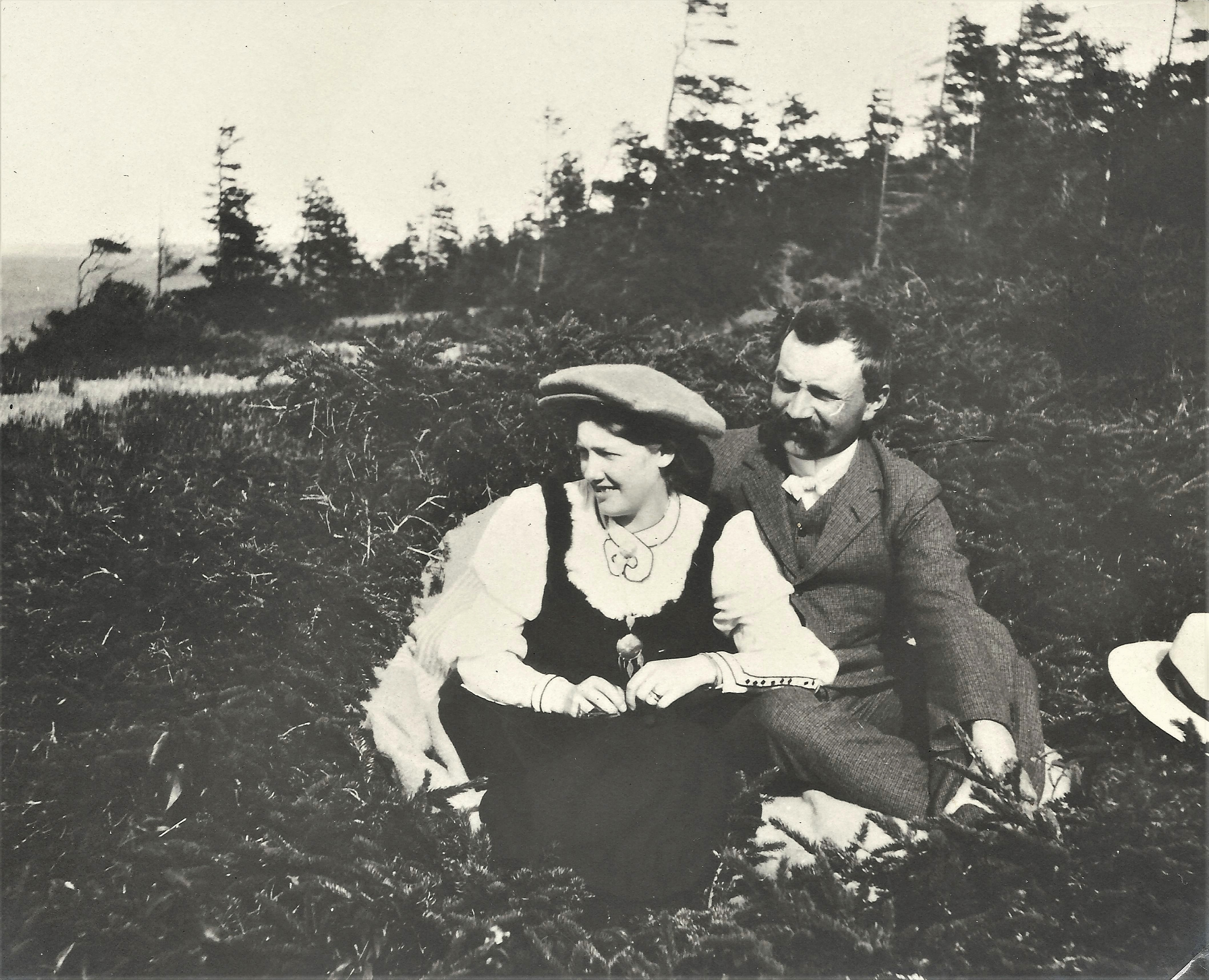
Signe Bergner och Johan Gunnar Andersson på Gotland, 1907.

I mitten av augusti 1907 vistades de på Gotland, där Gunnar hade en geologisk undersökning att genomföra i trakten av Havthem. 1908 föddes dottern Margareta (kallad Lillan).
Höstterminen 1906, vårterminen 1907 och höstterminen 1908 arbetade Signe som gymnastiklärarinna på Lyceum för flickor i Stockholm.

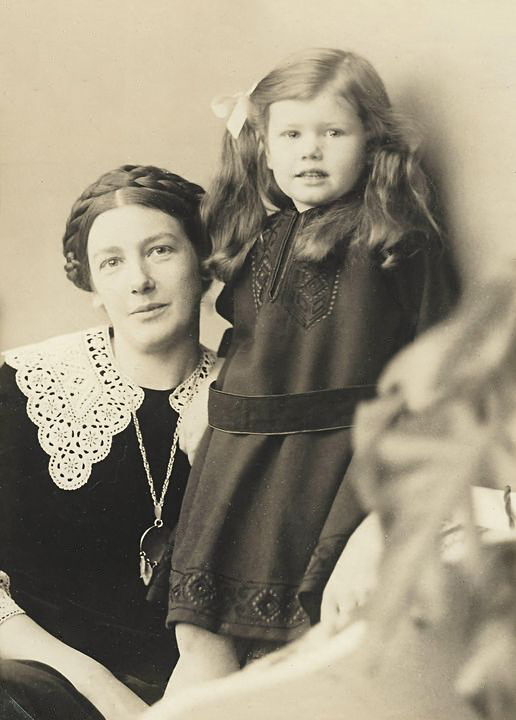
Signe Bergner med dottern Margareta, 1911. Foto: Sofia Arrhenius (1866–1937).

I april 1909, när dottern Margareta var drygt ett år, reste Signe ensam till Frankrike, där hon bodde på Pensionat Villa Herald i Arcachon under en dryg månad och erbjöd de olika pensionatens gäster massage. Arcachon var i början av 1900-talet ett av den europeiska överklassens mest frekventerade badorter vid den franska Atlantkusten.
1910 genomgick hon en utbildningskurs för praktisk social verksamhet anordnad av Centralförbundet för Socialt Arbete (CSA). 1912 grundade hon Hemmet för ensamställda mödrar på Scheelegatan 8 i Stockholm, som senare (1917 eller 1918) flyttade till Stadsgården 18. I januari 1912 åkte Signe till London för att gå en 4-terminers kurs i hygien (Scientific Instruction in Hygien) på Bedford College for Women. Hon avbröt dock studierna i april samma år och återvände i maj 1914, men var tvungen att återigen avbryta studierna på grund av första världskrigets utbrott. Hon ska även ha arbetat som lärarinna på Stockholms Högre Folkskola, sannolikt 1913–1914.
Signe hade under åren 1917–1922 en stor lägenhet i Bonnierhuset på Sveavägen 54–58 i Stockholm. Huset, som byggdes 1882–1884 åt konditorn August Reinhold (1834–1911) och som initialt kallades för Reinholdska huset, inköptes 1921 av Albert Bonniers Förlag. Hon hyrde ut huvuddelen av lägenheten under sin vistelse i Kina.

### Kina 1916–1923
När Gunnar 1916 blev sjuk i Kina sände han bud efter Signe, som anlände till Peking i december samma år. Hon stannade till maj 1917 och paret hade då bestämt sig för att skiljas. På hemresan med Transsibiriska järnvägen träffade hon den danske ingenjören Carl Wilhelm Gimbel (1881–1946) som tillfälligtvis skulle hem till sina föräldrar. Han hade under åren 1908–1913 som överingenjör projekterat och lett bygget av Imperial Water Works i Peking och sedan 1913 arbetat som inspektör och distriktschef i Kinas saltadministration. Han skulle vid årsskiftet förflyttas till Shanghai och då tycke uppstod började paret planera för ett gemensamt liv i Kina.

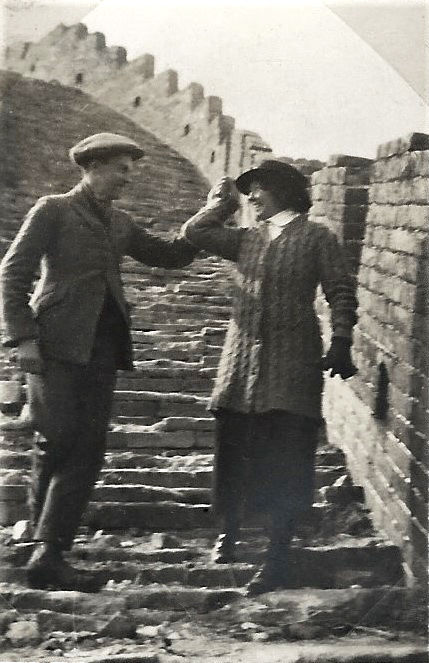
Signe Bergner och Carl Wilhelm Gimbel vid Kinesiska muren, 1923.

Signe reste tillbaka till Kina hösten 1917 tillsammans med sin dotter och de tillbringade den första tiden i Gunnars camp i Peking. Dit kom även Carl på besök då han kände Gunnar sedan tidigare.
I början av 1919 kom Carl att omplaceras till Yunnan-Fu (nuvarande Kunming) i Yunnan-provinsen i södra Kina. För att ta sig dit reste familjen med båt till Manila i Filippinerna och vidare till Hongkong, sedan med en annan båt till Hai Phong i Vietnam, där de reste vidare med tåg till Yunnan-Fu.
I februari 1919 var Signe tillsammans med Gunnar vid Chou-Kou-Tien för utgrävningar vid ett berg som kallades "Fågelberget". Det var första gången Gunnar var där och de två knackade fram benrester ur berget. Gunnar kom att återvända till orten och 1921 upptäckte han den plats där man samma år fann några tänder från den så kallade Pekingmannen. Fyndet kom att skriva om mänsklighetens historia och platsen är nu ett världsarv där man fortfarande håller på med utgrävningar.
Signe åkte hem till Sverige några gånger under tiden i Kina. I oktober 1918, under den Ryska revolutionen, då hon försökte ta sig till Sverige med Transsibiriska järnvägen blev hon fast i Irkutsk i Sibirien i flera månader. Då hon inte lyckades ta sig till Sverige reste hon tillbaka till Kina, men blev häktad i Tjita i södra Sibirien och höll på att bli avrättad som misstänkt spion, men klarade sig tillbaka till Kina. Hon flyttade sedan med dottern till Carl i Shanghai.
I april 1919 hade skilsmässan mellan Signe och Gunnar vunnit laga kraft och i december samma år reste Signe till Sverige med dottern och Carls son, från Hanoi i Vietnam via Suezkanalen till Marseille. Vid hemresan gjorde fartyget strandhugg i Singapore, Ceylon (nuvarande Sri Lanka), Djibouti i Östafrika, Port Said i Egypten och möjligen även Messina på Sicilien innan det anlände till Marseille. Därifrån tog de sig hem via Paris, London och Köpenhamn och anlände till Stockholm i februari 1920. Den 2 december samma år gifte sig Signe och Carl i Köpenhamn. Genom giftermålet blev Signe dansk medborgare och förlorade därmed sitt svenska medborgarskap.
Carl återvände till Kina i slutet av januari 1921 men Signe stannade i Sverige till våren 1922, då hon reste till Peking via Messina och Suezkanalen. Hon bodde en tid hos Gunnar tills Carl kom och hämtade henne. Han var då omlokaliserad till Taigu i Shanxi-provinsen, dit paret anlände i slutet av maj samma år. 1922–1923 vistades Signe för sista gången i Kina och besökte bland annat Kinesiska muren tillsammans med Carl.

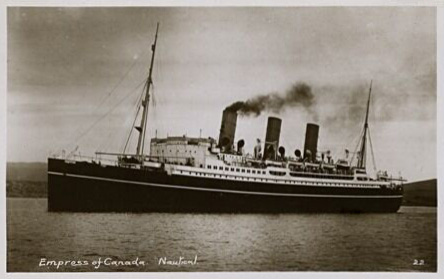
Ångfartyget Empress of Canada.

### Tillbaka till Sverige via Nordamerika
I april 1923 åkte Signe, tillsammans med sin svensk-amerikanska väninna Frida Akerman, från Shanghai, via Kobe och Yokohama, till Vancouver med ångfartyget Empress of Canada. Efter ankomst till Vancouver gick färden vidare med tåg genom Kanada och USA till Chicago där Frida besökte släktingar. De två planerade att starta ett massageinstitut i Shanghai och besökte därför olika institutioner för att få inspiration. De tillbringade en månad i Nordamerika. Det blev dock inget massageinstitut, eftersom Signe aldrig återvände till Kina. Efter hemkomsten till Sverige bodde Signe omväxlande i Stockholm och på Grangården (som senare döptes om till Siljansgården) i Tällberg.

### Kinesiska Magasinet
Under åren i Kina köpte Signe föremål som hon exporterade till Sverige och sålde till bland annat NK. Hon samlade samtidigt på föremål till sitt hem Siljansgården i Tällberg, där hon planerade en kursgård. 1921 öppnade hon butiken Kinesiska Magasinet på Sibyllegatan 34 i Stockholm. Då hon för tillfället var dansk medborgare genom äktenskapet med Carl Wilhelm Gimbel registrerades firman på hennes halvbror Helge Gårdlund (1887–1953) och senare på hennes väninna Lydia Flood, "Jösshärsjäntan" från Värmland, recitatris och vissångerska på Skansen.

### Siljansgården och Siljanskolan
Sin tredje make, skolmannen Harald Alm (1897–1976), träffade Signe nyåret 1925 i Tällberg, dit han hade sökt sig för att träna inför en skidtävling. Tycke uppstod och de började planera för ett liv tillsammans. Under 1926 företog de en rundresa i Europa där de besökte bland annat Tyskland, Österrike, Italien, England och Belgien. Efter långa skilsmässoförhandlingar skilde hon sig från Carl Wilhelm Gimbel den 21 februari 1927 och gifte sig den 31 mars samma år med Harald Alm. De gifte sig borgerligt och vigdes av Signes goda vän, borgmästaren Carl Lindhagen (1860–1946), i dennes hem (Nya Borgmästarvillan) i stadsdelen Ålsten i Bromma.
Signe hade 1916 köpt en tomt vid Siljans strand. Hon såg platsen vid Siljan som en plats där hon kunde förverkliga sina ideal. Under 1917–1918 uppfördes huvudbyggnaden med en gammal kvarn från Sollerön som stomme. Gården kallades till en början Grangården och döptes senare om till Siljansgården.
Friskolan Siljanskolan grundades 1927 av Harald Alm och Signe Bergner, intill hemmet Siljansgården. De titulerade sig båda rektor i vissa sammanhang. Skolan hade drag av tysk bildningsprofil och syftet var att erbjuda undervisning med ett helhetsperspektiv. Skolan blev mycket känd för sina sommarkurser för vuxna i psykologiskt-pedagogiska och humanistiska ämnen.
Siljanskolan blev riksbekant när den under 1930- och 1940-talen lockade en internationell, reforminriktad pedagogisk elit till sin kursverksamhet. Den pedagogiska verksamheten lades dock ner 1951, men Harald Alm drev rörelsen vidare som gästhem under namnet Siljansgården, även om viss kursverksamhet pågick ända in på 1970-talet.
Sommaren 1934 hölls en kurs ledd av den tyske musikpedagogen Fritz Jöde (1887–1970). En av deltagarna var musikdirektören Sven Lilja (1887–1951) och det lär ha varit här som han fick inspiration till vad som senare kom att bli Allsång på Skansen.
Signe avled på Falu lasarett den 15 oktober 1945 efter en tids sjukdom i hemmet Siljansgården. Hennes grav finns på Leksands kyrkogård, där hon gravsattes först 1976 tillsammans med sin tredje make Harald Alm och hans andra hustru Berit Ejder-Alm. Harald valde att förvara askan efter sina båda hustrur på Siljansgården och efter hans död valde hans dotter att gravsätta alla tre i samma grav.

## Publikationer

### Egna publikationer
- Siljansgården (Tällberg). En svensk reformskola. Med inledning av W. Skarstedt / Signe Bergner-Alm. Falun. 1929. Libris 2495881
- Icke blott kunskaper : en bok om skol-, hem- och uppfostringsfrågor / Signe Bergner-Alm, Harald Alm. Stockholm: Wahlström & Widstrand. 1944. Libris 1388929
- Folkuppfostran : tidskrift / Signe Bergner-Alm (redaktör, ansvarig utgivare). Stockholm: Förbundet för folkuppfostran. 1938–1939. Libris 9905965

#### Trilogi om Signe
Ragnar Ahlström Söderling har ägnat flera år med att gå igenom Signes och hennes omgivnings liv, i syfte att skriva en romantrilogi. Den första delen, "Flickebarnet Signe", kom ut i september 2019.
- Flickebarnet Signe / Ragnar Ahlström Söderling. Falun: Scandbook. 2019. Libris x74f6x22vbwx245b

## Familj
Signe Bergner var dotter till Gustaf Robert Alphons Theorin (1841–1881) och Polly Josephine Tahlbitzer, född Culmsée (1850–1900). Hon blev som barn fosterdotter hos prästparet Olof Bergner (1841–1894) och Ebba Bratt (1845–1920). Hon var 1905–1919 gift med geologen och arkeologen Johan Gunnar Andersson (1874–1960) och tillsammans fick de dottern Signe Ebba Margareta (kallad Lillan). Hon var gift ytterligare två gånger, 1919–1927 med den danske ingenjören Carl Wilhelm Gimbel (1881–1946) och från 1927 fram till sin död 1945 med skolmannen Harald Alm (1897–1976).